# تل غردو (سياهو)
تل غردو (بالفارسية: تل گردو) هي مستوطنة تقع في إيران في قسم سیاهو الريفي. يقدر عدد سكانها بـ 338 نسمة .